# Шушина, Валентина Тимофеевна
Валентина Тимофеевна Шушина — советский хозяйственный и политический деятель.

## Биография
Родилась в 1935 году. Член КПСС.
В 1966 г. — начальник цеха одного из заводов города Краснодара.
Делегат XXIII съезда КПСС.
В 1974—1984 гг. — председатель Советского райисполкома города Краснодара.
В 1983—1991 гг. — начальник Краснодарского отделения Государственной инспекции по качеству экспортных товаров Министерства внешней торговли СССР
После 1991 г. — предприниматель.
Почётный гражданин города Краснодара.
Умерла в 2020 году в Краснодаре.

## Награды
- Орден Знак Почёта (трижды)